# Помадка

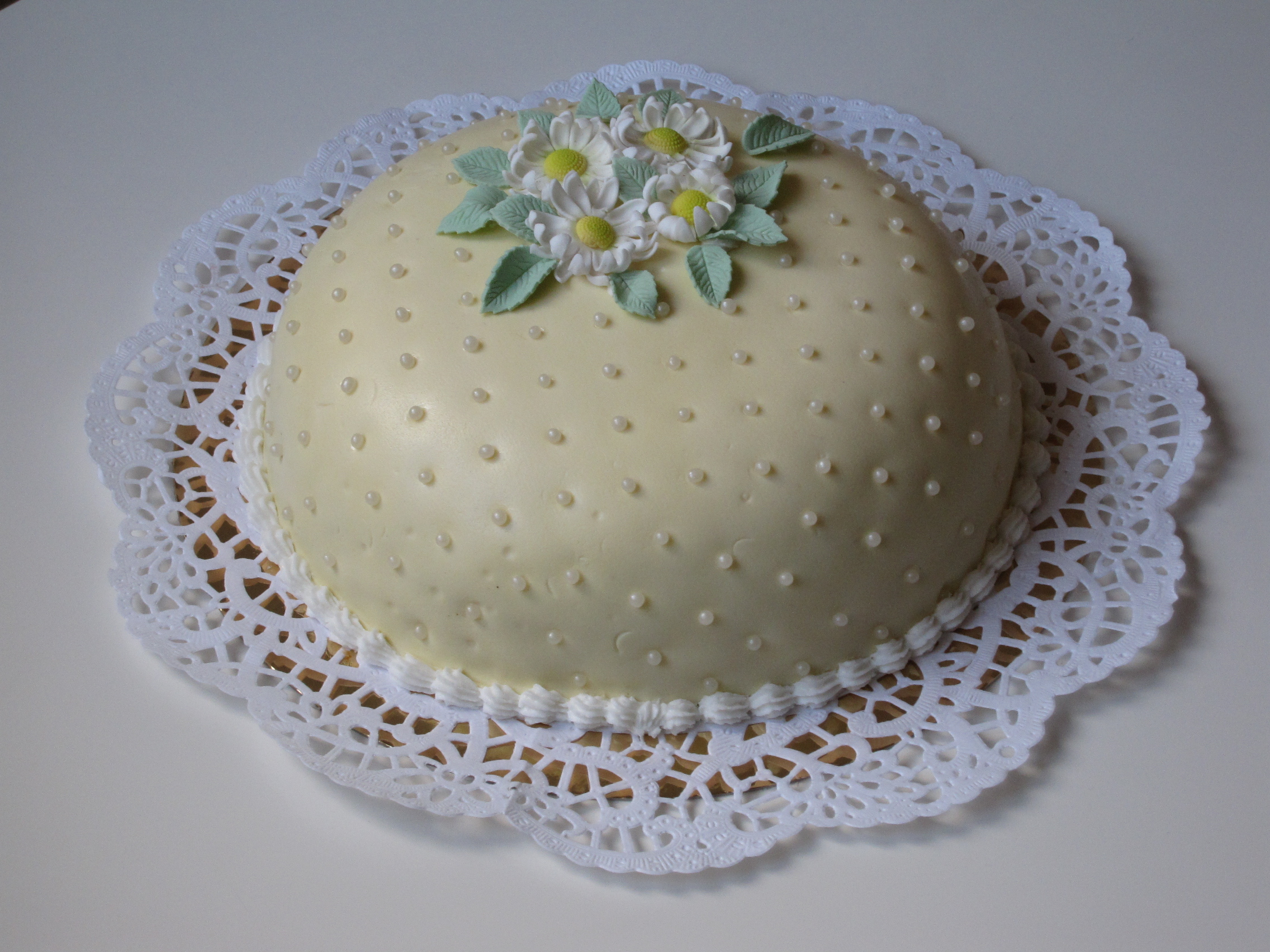
Торт, глазурований цукровою помадою

Помадна маса (помадка) — уварений цукровопаточний сироп, швидко охолоджений до температури 35–40° і розмішаний на великій швидкості в помадозбивальній машині. При збиванні в перенасиченому сиропі відбувається кристалізація сахарози. Готовий продукт складається з дрібних цукрових кристалів і міжкристального сиропу.
Помадна маса сильно різниться по консистенції — від рідких, тягучих видів з великим вмістом патоки (до 25 %) до твердого ламкого продукту, який отримують з менш вологого сиропу з невеликою домішкою патоки (від 2 %). Використовується головним чином для виробництва неглазурованих цукерок і для прикраси тортів.
Залежно від присутності молока розрізняють три основних види помадною маси:
- Цукрова помадка — з цукропаточного сиропу без додавання молока.
- Молочна помадка або вершкова — на основі цукропаточного сиропу з невеликим або середнім додаванням молока або вершків.
- Помадка крем-брюле — цукропаточний сироп з високим вмістом молока або вершків після проходження теплової обробки, яка дає продукту коричневий відтінок і присмак пряжного молока.
  - Ірис — помадна маса, що отримується при уварюванні згущеного молока з цукром, меласою (патокою) та жиром.

Для поліпшення смаку і консистенції в помадку часто додаються сипучі продукти (соєве борошно, патоковий крохмаль, какао-порошок, подрібнені горіхи), а додавання в сироп фруктово-ягідної сировини дає фруктову помаду. Ароматна помадка на фруктово-молочній або фруктово-вершковій основі з подрібненим горіхами називається шербетом.
Більш тривала кристалізація цукру без перемішування призводить до утворення кандису.

## Джерело
- С. М. Малютенкова. Товароведение и экспертиза кондитерских товаров: Учеб. пособие для вузов. СПб, 2004. ISBN 9785947238389. Стр. 269—272.